# Kreis Suhl-Land
De Kreis Suhl-Land, tot 1967 Kreis Suhl en vanaf 1990 Landkreis Suhl, was een kreis in het zuidwesten van de voormalige Duitse Democratische Republiek. De kreis bestond tussen 1952 en 1994 en maakte deel uit van de Bezirk Suhl en aansluitend van het land Thüringen na de Duitse hereniging. Kreisstadt was in eerste instantie Suhl. In 1967 werd deze stad kreisfrei, en werd de bestuurszetel overgeheveld naar Zella-Mehlis.

## Geschiedenis
Op 25 juli 1952 vond er in de DDR een omvangrijke herindeling plaats, waarbij onder andere de deelstaten werden opgeheven en nieuwe Bezirke werden gevormd. De Kreis Suhl ontstond bij deze herindeling hoofdzakelijk uit de Landkreis Schleusingen, die in 1946 in Landkreis Suhl werd hernoemd nadat reeds in 1929 de bestuurszetel naar Suhl werd verplaatst. Een klein aantal plaatsen in Schleusingen werd bij deze herindeling ondergebracht in de Kreis Ilmenau. Uit de Landkreis Gehlberg werd Gehlberg bij Suhl gevoegd, uit de Landkreis Gotha de plaats Oberhof en de tot 1936 kreisfreie stad Zella-Mehlis kwam over uit de Landkreis Meiningen.
In 1967 werd de Kreis Suhl gesplitst. De stad Suhl werd kreisfrei en het overgebleven gebied werd hernoemd in Suhl-Land. De bestuurszetel van de kreis werd hierbij verplaatst naar Zella-Mehlis. Op 17 mei 1990 werd de kreis in Landkreis Suhl hernoemd. Bij de Duitse hereniging later dat jaar werd de landkreis onderdeel van het nieuw gevormde Land Thüringen. Vier jaar later, op 1 juli 1994, vond er een herindeling in Thüringen plaats, waarbij de Landkreis werd opgeheven. Het zuidoostelijke deel van de landkreis met de stad Schleusingen werd ondergebracht in de Landkreis Hildburghausen, het noordwestelijke deel werd deel van de Landkreis Schmalkalden-Meiningen en de gemeente Gehlberg ging over in de Ilm-Kreis. Suhl bleef bij deze herindeling een kreisfreie Stad.